# ジェニーバ郡 (アラバマ州)
ジェニーバ郡（英: Geneva County）は、アメリカ合衆国アラバマ州の南部に位置する郡である。2010年国勢調査での人口は26,790人であり、2000年の25,764人から4.0%増加した。郡庁所在地はジェニーバ市（人口4,452人）であり、同郡で人口最大の都市でもある。基本的にアルコール飲料の販売が禁止されている「ドライ郡」（禁酒郡）である。
ジェニーバ郡の名前は郡庁所在地のジェニーバ市に因っており、ジェニーバ市はニューヨーク州のジェニーバ市に因り、ニューヨーク州のジェニーバ市はスイスのジュネーヴからその名前を採った。ジェニーバの初期住人でスイス生まれのウォルター・H・ヨンゲが名付けた。
ジェニーバ郡はドーサン大都市圏に属している。

## 歴史
ジェニーバ郡は1868年12月26日に設立された。1979年9月のハリケーン・フレデリックの被害を受け、災害被災地域の宣言を受けた。2009年3月10日、マイケル・マクレンドンという男が、郡内のサムソンからジェニーバ市まで9か所移動しながら銃を乱射し、11人を殺害、15人以上を負傷させた。マクレンドンは以前に雇われていたジェニーバ市北東部のリライアブル・メタル・プロダクツの社内に入り、そこで自殺した。

## 地理
アメリカ合衆国国勢調査局に拠れば、郡域全面積は578.90平方マイル (1,499.3 km2)であり、このうち陸地576.28平方マイル (1,492.6 km2)、水域は2.62平方マイル (6.8 km2)で水域率は0.45%である。

### 主要高規格道路
- アラバマ州道27号線
- アラバマ州道52号線
- アラバマ州道54号線
- アラバマ州道85号線
- アラバマ州道87号線

### 隣接する郡
- デイル郡 - 北 - 北東
- ヒューストン郡 - 東
- ホームズ郡 (フロリダ州) - 南
- ウォルトン郡 (フロリダ州) - 南西
- コビントン郡 - 西
- コフィー郡 - 北 - 北西

## 人口動態
以下は2000年の国勢調査による人口統計データである。
| 基礎データ - 人口: 25,764人 - 世帯数: 10,477 世帯 - 家族数: 7,459 家族 - 人口密度: 17人/km2（45人/mi2） - 住居数: 12,115軒 - 住居密度: 8軒/km2（21軒/mi2） 人種別人口構成 - 白人: 87.11% - アフリカン・アメリカン: 10.65% - ネイティブ・アメリカン: 0.76% - アジア人: 0.12% - 太平洋諸島系: 0.02% - その他の人種: 0.62% - 混血: 0.72% - ヒスパニック・ラテン系: 1.76% | 年齢別人口構成 - 18歳未満: 24.0% - 18-24歳: 7.5% - 25-44歳: 26.8% - 45-64歳: 25.3% - 65歳以上: 16.3% - 年齢の中央値: 39歳 - 性比（女性100人あたり男性の人口） - 総人口: 94.7 - 18歳以上: 90.0 世帯と家族（対世帯数） - 18歳未満の子供がいる: 30.6% - 結婚・同居している夫婦: 56.4% - 未婚・離婚・死別女性が世帯主: 11.0% - 非家族世帯: 28.8% - 単身世帯: 26.3% - 65歳以上の老人1人暮らし: 12.3% - 平均構成人数 - 世帯: 2.43人 - 家族: 2.92人 | 収入と家計 - 収入の中央値 - 世帯: 26,448米ドル - 家族: 32,563米ドル - 性別 - 男性: 26,018米ドル - 女性: 19,341米ドル - 人口1人あたり収入: 14,620米ドル - 貧困線以下 - 対人口: 19.6% - 対家族数: 15.9% - 18歳未満: 27.2% - 65歳以上: 21.8% |

## 都市と町

### 都市
- ジェニーバ - 郡庁所在地
- ハートフォード
- サムソン
- スローカム

### 町
- ブラック
- コーフィスプリングス
- マルバーン
- テイラー

### 未編入の町
| - ベイリークロスローズ - ボールドヒル - ベルウッド - チャンセラー - ダンディ | - アーリータウン - ユーノラ - ファデット - ハコダ | - ハイブラフ - ハイフォールズ - ハイノート - ケリーズクロスローズ |